# Mec Sepasar
Mec Sepasar – wieś w Armenii, w prowincji Szirak. W 2011 roku liczyła 841 mieszkańców.